# Československá hokejová reprezentace v sezóně 1985/1986
Československá hokejová reprezentace v sezóně 1985/1986 sehrála celkem 28 zápasů.

## Přehled mezistátních zápasů
| Pořadí | Datum              | Soupeř    | Výsledek             | Soutěž                 | Místo utkání   |
| ------ | ------------------ | --------- | -------------------- | ---------------------- | -------------- |
| 935.   | 27. srpna 1985     | Švédsko   | 6:3 (2:2, 2:0, 2:1)  | přátelsky              | Stockholm      |
| 936.   | 29. srpna 1985     | Švédsko   | 3:2 (1:0, 2:1, 0:1)  | přátelsky              | Västerås       |
| 937.   | 11. září 1985      | SSSR      | 2:4 (1:0, 0:3, 1:1)  | přátelsky              | Brno           |
| 938.   | 13. září 1985      | SSSR      | 0:2 (0:0, 0:1, 0:1)  | přátelsky              | Praha          |
| 939.   | 14. září 1985      | SSSR      | 3:3 (0:3, 1:0, 2:0)  | přátelsky              | Pardubice      |
| 940.   | 17. listopadu 1985 | Švýcarsko | 9:2 (1:0, 5:1, 3:1)  | přátelsky              | Curych         |
| 941.   | 11. prosince 1985  | Finsko    | 4:1 (3:0, 0:1, 1:0)  | přátelsky              | Helsinky       |
| 942.   | 13. prosince 1985  | Finsko    | 4:4 (0:3, 2:0, 2:1)  | přátelsky              | Tampere        |
| 943.   | 16. prosince 1985  | Švédsko   | 3:3 (2:0, 1:2, 0:1)  | Cena Izvestijí 1985    | Moskva         |
| 944.   | 18. prosince 1985  | Finsko    | 1:1 (1:0, 0:0, 0:1)  | Cena Izvestijí 1985    | Moskva         |
| 945.   | 19. prosince 1985  | Kanada    | 7:2 (3:1, 1:0, 3:1)  | Cena Izvestijí 1985    | Moskva         |
| 946.   | 21. prosince 1985  | SSSR      | 3:1 (0:0, 1:0, 2:1)  | Cena Izvestijí 1985    | Moskva         |
| 947.   | 28. února 1986     | NDR       | 9:1 (4:0, 0:0, 5:1)  | přátelsky              | Příbram        |
| 948.   | 29. března 1986    | Finsko    | 2:2 (0:2, 1:0, 1:0)  | přátelsky              | Děčín          |
| 949.   | 30. března 1986    | Finsko    | 6:1 (0:0, 3:0, 3:1)  | přátelsky              | Litvínov       |
| 950.   | 1. dubna 1986      | Švédsko   | 1:1 (0:0, 0:1, 1:0)  | přátelsky              | Plzeň          |
| 951.   | 3. dubna 1986      | Švédsko   | 4:3 (1:1, 3:2, 0:0)  | přátelsky              | Teplice        |
| 952.   | 7. dubna 1986      | NDR       | 11:2 (4:1, 2:0, 5:1) | přátelsky              | Ústí nad Labem |
| 953.   | 12. dubna 1986     | Polsko    | 1:2 (0:0, 0:1, 1:1)  | Mistrovství světa 1986 | Moskva         |
| 954.   | 13. dubna 1986     | SRN       | 3:4 (1:0, 2:2, 0:2)  | Mistrovství světa 1986 | Moskva         |
| 955.   | 15. dubna 1986     | Švédsko   | 2:3 (1:0, 0:3, 1:0)  | Mistrovství světa 1986 | Moskva         |
| 956.   | 16. dubna 1986     | Finsko    | 1:1 (0:1, 0:0, 1:0)  | Mistrovství světa 1986 | Moskva         |
| 957.   | 18. dubna 1986     | USA       | 5:2 (4:0, 0:0, 1:2)  | Mistrovství světa 1986 | Moskva         |
| 958.   | 20. dubna 1986     | SSSR      | 2:4 (0:1, 0:2, 2:1)  | Mistrovství světa 1986 | Moskva         |
| 959.   | 22. dubna 1986     | Kanada    | 3:1 (1:0, 1:1, 1:0)  | Mistrovství světa 1986 | Moskva         |
| 960.   | 23. dubna 1986     | Polsko    | 8:1 (1:0, 4:1, 3:0)  | Mistrovství světa 1986 | Moskva         |
| 961.   | 25. dubna 1986     | SRN       | 3:1 (0:0, 1:1, 2:0)  | Mistrovství světa 1986 | Moskva         |
| 962.   | 27. dubna 1986     | USA       | 10:2 (5:1, 3:1, 2:0) | Mistrovství světa 1986 | Moskva         |

## Bilance sezóny 1985/86
| Soupeř    | Zápasy | Výhry | Remízy | Prohry | Skóre  |
| --------- | ------ | ----- | ------ | ------ | ------ |
| Finsko    | 6      | 2     | 4      | 0      | 18:10  |
| Kanada    | 2      | 2     | 0      | 0      | 10:3   |
| NDR       | 2      | 2     | 0      | 0      | 20:3   |
| Polsko    | 2      | 1     | 0      | 1      | 9:3    |
| SRN       | 2      | 1     | 0      | 1      | 6:5    |
| SSSR      | 5      | 1     | 1      | 3      | 10:14  |
| Švédsko   | 6      | 3     | 2      | 1      | 19:15  |
| Švýcarsko | 1      | 1     | 0      | 0      | 9:2    |
| USA       | 2      | 2     | 0      | 0      | 15:4   |
| Celkem    | 28     | 15    | 7      | 6      | 116:59 |

## Další zápas reprezentace
| Datum          | Soupeř | Výsledek            | Soutěž    | Místo utkání      |
| 2. března 1986 | NDR    | 5:3 (1:2, 3:1, 1:0) | přátelsky | Jindřichův Hradec |

## Reprezentovali v sezóně 1985/86
| Post    | Jméno               | Zápasy | Branky | Klub                   |
| Brankář | Petr Bříza          | 1      | 1      | Dukla Jihlava          |
| Brankář | Dominik Hašek       | 21     | 42     | Tesla Pardubice        |
| Brankář | Jaromír Šindel      | 9      | 16     | Sparta Praha           |
| Obránce | Jaroslav Benák      | 21     | 1      | Dukla Jihlava          |
| Obránce | Ernest Bokroš       | 4      | 1      | Dukla Trenčín          |
| Obránce | Mojmír Božík        | 27     | 2      | VSŽ Košice             |
| Obránce | Miloslav Hořava     | 9      | 0      | Poldi SONP Kladno      |
| Obránce | Arnold Kadlec       | 22     | 2      | ChZ Litvínov           |
| Obránce | František Musil     | 25     | 1      | Dukla Jihlava          |
| Obránce | František Procházka | 13     | 3      | ChZ Litvínov           |
| Obránce | Bedřich Ščerban     | 1      | 1      | Dukla Jihlava          |
| Obránce | Pavel Setikovský    | 1      | 0      | Škoda Plzeň            |
| Obránce | Peter Slanina       | 17     | 0      | VSŽ Košice             |
| Obránce | Antonín Stavjaňa    | 26     | 2      | TJ Gottwaldov          |
| Obránce | Rudolf Suchánek     | 2      | 0      | Motor České Budějovice |
| Obránce | Eduard Uvíra        | 6      | 0      | Slovan Bratislava      |
| Útočník | Vladimír Caldr      | 22     | 3      | Motor České Budějovice |
| Útočník | Ivan Dornič         | 14     | 5      | Slovan Bratislava      |
| Útočník | Jiří Dudáček        | 5      | 0      | Poldi SONP Kladno      |
| Útočník | Jiří Hrdina         | 28     | 10     | Sparta Praha           |
| Útočník | Otakar Janecký      | 10     | 2      | Tesla Pardubice        |
| Útočník | Vladimír Kameš      | 4      | 1      | Poldi SONP Kladno      |
| Útočník | Jiří Lála           | 23     | 8      | Motor České Budějovice |
| Útočník | Igor Liba           | 24     | 4      | VSŽ Košice             |
| Útočník | Dušan Pašek         | 27     | 12     | Dukla Jihlava          |
| Útočník | Michal Pivoňka      | 17     | 6      | Dukla Jihlava          |
| Útočník | Petr Rosol          | 27     | 11     | ChZ Litvínov           |
| Útočník | Dárius Rusnák       | 23     | 8      | Slovan Bratislava      |
| Útočník | Vladimír Růžička    | 27     | 17     | ChZ Litvínov           |
| Útočník | Milan Staš          | 14     | 1      | VSŽ Košice             |
| Útočník | Ladislav Svozil     | 6      | 1      | TJ Vítkovice           |
| Útočník | Vladimír Svitek     | 9      | 3      | VSŽ Košice             |
| Útočník | Jiří Šejba          | 15     | 4      | Dukla Jihlava          |
| Útočník | Oldřich Válek       | 17     | 3      | Dukla Jihlava          |
| Útočník | Rostislav Vlach     | 1      | 0      | TJ Gottwaldov          |
| Útočník | Ján Vodila          | 17     | 1      | Dukla Jihlava          |
| Trenér  | Ján Starší          |        |        |                        |
| Trenér  | František Pospíšil  |        |        |                        |

## Přátelské mezistátní zápasy
Československo -  Švédsko 	6:3 (2:2, 2:0, 2:1)
27. srpna 1985 - Stockholm

Branky a nahrávky Československa: 1. Dušan Pašek (Arnold Kadlec, Petr Rosol), 4. Dušan Pašek (Jiří Šejba), 29. Otakar Janecký (Jiří Dudáček, Vladimír Kameš), 36. Jiří Šejba (Dušan Pašek, Oldřich Válek), 49. Oldřich Válek, 56. Ján Vodila (Ivan Dornič, Igor Liba).

Branky a nahrávky Švédska: 19. Mats Kihlström (Jens Öhling), 19. Anders Eldebrink (Andersson), 50. Öqvist.

Rozhodčí: Karl-Gustav Kaisla - Lasse Vanhanen (FIN), Holmroos (FIN)

Vyloučení: 8:7 (využití 2:2)
ČSSR: Dominik Hašek – Jaroslav Benák, Eduard Uvíra, Arnold Kadlec, Miloslav Hořava, Antonín Stavjaňa, František Musil – Oldřich Válek, Dušan Pašek, Jiří Šejba – Petr Rosol, Vladimír Růžička, Jiří Hrdina – Ivan Dornič, Ján Vodila, Igor Liba – Jiří Dudáček, Vladimír Kameš, Otakar Janecký.
Švédsko: Ake Lilljebjörn – Lars Iwarsson, Anders Eldebrink, Håkan Nordin, Peter Andersson, Lars Modig, Tommy Samuelsson, Mats Kihlström, Bo Ericsson – Mikael Hjälm, Mikael Andersson, Lars-Gunnar Pettersson – Matti Pauna, Thomas Rundqvist, Tore Öqvist – Jonas Bergkvist, Johan Strömvall, Peter Nilsson – Jens Öhling, Ulf Skoglund, Thom Eklund.
 Československo -  Švédsko 	3:2 (1:0, 2:1, 0:1)
29. srpna 1985 - Västeras

Branky a nahrávky Československa: 19:24 Vladimír Růžička (Miloslav Hořava), 23:23 Vladimír Růžička (Jiří Hrdina), 33:40 Petr Rosol (Vladimír Růžička).

Branky a nahrávky Švédska: 31:26 Bo Ericsson (Anders Eldebrink), 45:21 Anders Eldebrink.

Rozhodčí: Karl-Gustav Kaisla - Lasse Vanhanen (FIN), Holmroos (FIN)

Vyloučení 8:8 (využití 1:2)
ČSSR: Jaromír Šindel – Arnold Kadlec, Miloslav Hořava, Antonín Stavjaňa, František Musil, Mojmír Božík, Ernest Bokroš – Oldřich Válek, Dušan Pašek, Jiří Šejba – Petr Rosol, Vladimír Růžička, Jiří Hrdina – Ivan Dornič, Ján Vodila, Igor Liba – Jiří Dudáček, Vladimír Kameš, Otakar Janecký
Švédsko: Rolf Riderwall – Lars Iwarsson, Anders Eldebrink, Lars Modig, Bo Ericsson, Tommy Samuelsson, Mats Kihlström, Håkan Nordin, Peter Andersson – Mikael Hjälm, Mikael Andersson, Thom Eklund - Jonas Bergkvist, Ulf Skoglund, Johan Strömvall - Matti Pauna, Thomas Rundqvist, Tore Öqvist – Jens Öhling, Peter Nilsson.
 Československo -  SSSR 	2:4 (1:0, 0:3, 1:1)
11. září 1985 - Brno

Branky a nahrávky Československa: 6:46 Vladimír Kameš (Antonín Stavjaňa), 54:57 Vladimír Růžička.

Branky a nahrávky SSSR: 25:04 Viktor Ťjumeněv (Vladimir Zubrilčev), 34:02 Vjačeslav Fetisov (Andrej Chomutov, Vjačeslav Bykov), 39:02 Andrej Chomutov (Vjačeslav Bykov), 53:56 Alexander Semak.

Rozhodčí: Josef Kompalla (FRG) – Josef Furmánek (TCH), Miroslav Lipina (TCH)

Vyloučení: 4:5 (využití 0:0, v oslabení 0:1)
ČSSR: Dominik Hašek – Jaroslav Benák, Eduard Uvíra, Arnold Kadlec, Rudolf Suchánek, Antonín Stavjaňa, Mojmír Božík – Oldřich Válek, Dušan Pašek, Jiří Šejba – Petr Rosol, Vladimír Růžička, Jiří Hrdina – Otakar Janecký, Ján Vodila, Igor Liba – Jiří Dudáček, Vladimír Kameš, Vladimír Caldr.
SSSR: Sergej Mylnikov - Zinetula Biljaletdinov, Vasilij Pěrvuchin, Alexej Kasatonov, Vjačeslav Fetisov, Sergej Starikov, Oleg Mikulčik, Alexej Gusarov, Igor Stělnov – Sergej Světlov, Anatolij Semjonov, Sergej Jašin – Igor Boldin, Vjačeslav Bykov, Andrej Chomutov – Jurij Chmylev, Alexander Semak, Michail Varnakov - Vladimir Zubrilčev, Viktor Ťumeněv, Jurij Leonov.
 Československo -  SSSR 	0:2 (0:0, 0:1, 0:1)
13. září 1985 - Praha

Branky a nahrávky SSSR: 20:12 Andrej Chomutov (Sergej Bykov), 46:17 Sergej Bykov.

Rozhodčí: Josef Kompalla (FRG) – Jan Tatíček (TCH), Jiří Brunclík (TCH)

Vyloučení: 5:8 (využití 0:1, v oslabení 0:1)
ČSSR: Dominik Hašek – Jaroslav Benák, Eduard Uvíra, Antonín Stavjaňa, Arnold Kadlec, Mojmír Božík, Ernest Bokroš – Oldřich Válek, Dušan Pašek, Jiří Šejba – Petr Rosol, Vladimír Růžička, Jiří Hrdina – Vladimír Jeřábek, Rostislav Vlach (41. Michal Pivoňka), Igor Liba – Jiří Dudáček, Vladimír Kameš, Vladimír Caldr.
SSSR: Jurij Šundrov - Zinetula Biljaletdinov, Oleg Mikulčik, Alexej Kasatonov, Vjačeslav Fetisov, Sergej Starikov, Irek Gimajev, Alexej Gusarov, Igor Stělnov – Sergej Světlov, Anatolij Semjonov, Sergej Jašin – Igor Boldin, Vjačeslav Bykov, Andrej Chomutov – Vladimir Zubrilčev, Viktor Ťumeněv, Michail Varnakov – Pavel Torgajev, Alexander Semak, Jurij Chmylev.
 Československo –  SSSR 	3:3 (0:3, 1:0, 2:0)
14. září 1985 - Pardubice

Branky a nahrávky Československa: 31. Jiří Šejba (Michal Pivoňka), 43. Pavel Setikovský (Otakar Janecký), 57. Otakar Janecký (Michal Pivoňka).

Branky a nahrávky SSSR: 10. Vjačeslav Fetisov (Vjačeslav Bykov), 10. Andrej Chomutov (Vjačeslav Bykov, Vjačeslav Fetisov), 13. Viktor Ťumeněv (Zinetula Biljaletdinov).

Rozhodčí: Josef Kompalla (FRG) – Jan Tatíček (TCH), Jiří Brunclík (TCH)

Vyloučení: 8:8 (využití 1:0, v oslabení 1:0) navíc Eduard Uvíra na 5 min., Igor Liba na 5 min. a 10 min., Alexej Kasatonov na 5 min.
ČSSR: Dominik Hašek – Antonín Stavjaňa, Eduard Uvíra (21. Pavel Setikovský), Rudolf Suchánek, Arnold Kadlec, Mojmír Božík, Ernest Bokroš – Petr Rosol, Vladimír Růžička, Jiří Hrdina – Oldřich Válek, Dušan Pašek, Vladimír Caldr – Otakar Janecký, Michal Pivoňka, Jiří Šejba – Vladimír Jeřábek (21. Jiří Dudáček), Ján Vodila (21. Vladimír Jeřábek), Igor Liba.
SSSR: Sergej Mylnikov (31. Jurij Šundrov) – Zinetula Biljaletdinov, Olreg Mikulčik, Alexej Kasatonov, Vjačeslav Fetisov, Sergej Starikov, Gimajev, Stělnov, Alexej Gusarov – Igor Boldin, Vjačeslav Bykov,  Andrej Chomutov – Sergej Světlov, Anatolij Semjonov, Sergej Jašin – Vladimir Zubrilčev, Viktor Ťumeněv, Michail Varnakov – Jurij Chmylev, Alexander Semak, Pavel Torgajev.
 Československo -  Švýcarsko 9:2 (1:0, 5:1, 3:1)
17. listopadu 1985 - Curych

Branky Československa: 10. Jiří Lála, 26. Ernest Bokroš, 26. Dušan Pašek, 28. Oldřich Válek, 34. Vladimír Caldr, 40. Ivan Dornič, 41. Dárius Rusnák, 51. Arnold Kadlec, 60. Jiří Hrdina.

Branky Švýcarska: 23. Marcel Bärtschi, 50. Jakob Kölliker

Rozhodčí: Billi Fredriksson (SWE) – Karlsson (SWE), Gustavsson (SWE)

Vyloučení: 1:3 (využití 0:0)
ČSSR: Dominik Hašek (33. Jaromír Šindel) – Arnold Kadlec, Miloslav Hořava, Antonín Stavjaňa, František Musil, Mojmír Božík, Ernest Bokroš, Vladimír Jeřábek, Vladimír Růžička, Jiří Hrdina – Ivan Dornič, Dárius Rusnák, Igor Liba – Jiří Lála, Dušan Pašek, Jiří Šejba – Oldřich Válek, Otakar Janecký, Vladimír Caldr.
Švýcarsko: Olivier Anken (33. Richard Bucher) – Andreas Ritsch, Bruno Rogger, Heini Staub, Fausto Mazzoleni, Jakob Kölliker, Marcel Wick, Eduard Rauch, Marco Müller – Markus Leuenberger, Jörg Eberle, Alfred Lüthi – Thomas Müller, Gil Montandon, Jacques Soguel – Marcel Bärtschi, Arnold Lörtscher, Roger Geiger – Lorenzo Schmid, Pietro Cunti, Reto Dekumbis.
 Československo -  Finsko 	4:1 (3:0, 0:1, 1:0)
11. prosince 1985 – Helsinky

Branky Československa: 4. Ivan Dornič, 17. Jiří Lála, 20. Ladislav Svozil, 59. Jiří Lála.

Branky Finska: 40. Kari Makkonen.

Rozhodčí: Gary Eriksson (SWE) - Anders Ekhagen (SWE), Lunqvist (SWE)

Vyloučení: 3:3 (využití 0:0)
ČSSR: Jaromír Šindel – Peter Slanina, Miloslav Hořava, Antonín Stavjaňa, František Musil, Mojmír Božík, Jaroslav Benák – Petr Rosol, Vladimír Růžička, Jiří Hrdina – Jiří Lála, Dušan Pašek, Jiří Šejba – Otakar Janecký, Ladislav Svozil, Vladimír Caldr – Ivan Dornič, Dárius Rusnák, Igor Liba.
Finsko: Hannu Kamppuri – Kari Eloranta, Harri Nikander, Jari Grönstrand, Kari Suoraniemi, Petteri Lehto, Arto Ruotanen, Markus Lehto, Jouko Narvanmaa – Arto Javanainen, Harri Tuohimaa, Kari Makkonen – Jari Lindgren, Erkki Lehtonen, Pekka Arbelius – Hannu Järvenpää, Kari Jalonen, Kai Suikkanen – Jukka Vilander, Christian Ruuttu, Ari Vuori.
 Československo -  Finsko 	4:4 (0:3, 2:0, 2:1)
13. prosince 1985 - Tampere

Branky Československa: 23. Vladimír Růžička, 27. Oldřich Válek, 42. Dárius Rusnák, 46. Ivan Dornič.

Branky Finska: 8. Ari Vuori, 10. Jari Grönstrand, 12. Jukka Vilander, 44. Kai Suikkanen.

Rozhodčí: Gary Eriksson (SWE) - Anders Ekhagen (SWE), Lunqvist (SWE)

Vyloučení: 4:4 (využití 2:3)
ČSSR: Dominik Hašek – Arnold Kadlec, Miloslav Hořava (21. Peter Slanina), Peter Slanina (21. Antonín Stavjaňa), František Musil, Mojmír Božík, Jaroslav Benák – Petr Rosol (21. Otakar Janecký), Vladimír Růžička, Jiří Hrdina – Jiří Lála, Dušan Pašek, Jiří Šejba – Oldřich Válek, Ladislav Svozil, Vladimír Caldr – Ivan Dornič, Dárius Rusnák, Igor Liba.
Finsko: Jukka Tammi – Kari Eloranta, Harri Nikander, Jari Grönstrand, Kari Suoraniemi, Petteri Lehto, Arto Ruotanen, Markus Lehto, Jouko Narvanmaa – Arto Javanainen, Harri Tuohimaa, Kari Makkonen – Jari Lindgren, Erkki Lehtonen, Pekka Arbelius – Hannu Järvenpää, Kari Jalonen, Kai Suikkanen – Jukka Vilander, Christian Ruuttu, Ari Vuori.
 Československo -  NDR	9:1 (4:0, 0:0, 5:1)
28. února 1986 - Příbram

Branky Československa: 14. Dárius Rusnák, 15. Jaroslav Benák, 3:0 17. Petr Rosol, 4:0 17. Igor Liba, 47. Vladimír Růžička, 49. Milan Staš, 55. Bedřich Ščerban, 56. Vladimír Růžička, 59. Vladimír Růžička.

Branky NDR: 42. Stefan Steinbock.

Rozhodčí: Bogdan Tyszkiewicz (POL) – Jiří Brunclík (TCH), Ladislav Rouspetr (TCH)

Vyloučení: 10:6 (využití 2:0,v oslabení 2:0)
ČSSR: Dominik Hašek (31. Petr Bříza) – Peter Slanina (31. Bedřich Ščerban), Arnold Kadlec, Mojmír Božík, Jaroslav Benák, Antonín Stavjaňa, František Musil – Jiří Lála (21. Oldřich Válek), Dárius Rusnák, Igor Liba (21. Vladimír Caldr) – Petr Rosol, Vladimír Růžička, Jiří Hrdina – Ivan Dornič, Dušan Pašek, Jiří Šejba – Vladimír Svitek, Ján Vodila, Milan Staš.
NDR: Egon Schmeisser (31. Rene Bielke) – Mark Hördler, Gerd Vogel, Joachim Lempio, Dirk Perschau, Reinhard Fengler, Dietmar Peters, Dieter Frenzel, Deutscher – Frank Proske, Roland Peters, Harald Bölke – Friedhelm Bögelsack, Detlev Radant, Harald Kuhnke – Andreas Gebauer, Detlev Mark, Ralf Hantschke – Guido Hiller, Thomas Graul, Stefan Steinbock.
 Československo -  Finsko 	2:2 (0:2, 1:0, 1:0)
29. března 1986 - Děčín	

Branky Československa: 25. Jiří Šejba, 49. Dárius Rusnák.

Branky Finska: 9. Kari Jalonen, 10. Kai Suikkainen.

Rozhodčí: Gary Eriksson (SWE) – Jiří Brunclík (TCH), Ladislav Rouspetr (TCH)

Vyloučení: 4:7 (využití 1:1)
ČSSR: Dominik Hašek – Mojmír Božík, Jaroslav Benák, Peter Slanina, Eduard Uvíra, Antonín Stavjaňa, František Musil – Jiří Hrdina, Ján Vodila (41. Vladimír Růžička), Milan Staš (41. Petr Rosol) – Jiří Lála, Dárius Rusnák, Igor Liba – Oldřich Válek, Michal Pivoňka, Vladimír Caldr – Ivan Dornič (41. Ján Vodila), Dušan Pašek, Jiří Šejba – Petr Rosol, Vladimír Růžička.
Finsko: Jukka Tammi – Arto Ruotanen, Jouko Narvanmaa, Harri Nikander, Jari Grönstrand, Kari Eloranta, Jukka Virtanen, Pekka Laksola, Kari Suoraniemi – Hannu Järvenpää, Kari Jalonen, Kari Makkonen – Kai Suikkanen, Timo Susi, Erkki Lehtonen – Pekka Tuomisto, Hannu Oksanen, Tommy Pohja – Jukka Vilander, Christian Ruuttu, Ari Vuori.
 Československo -  Finsko 	6:1 (0:0, 3:0, 3:1)
30. března 1986 - Litvínov

Branky Československa: 27. Petr Rosol, 29. Jiří Hrdina, 31. Ivan Dornič, 43. Vladimír Caldr, 50. Jiří Šejba, 52. Ivan Dornič.

Branky Finska: 44. Kari Eloranta

Rozhodčí: Gary Eriksson (SWE) – Jiří Brunclík (TCH), Ladislav Rouspetr (TCH)

Vyloučení: 5:8 (využití 3:0)
ČSSR: Jaromír Šindel – Mojmír Božík, Jaroslav Benák, Antonín Stavjaňa, František Musil, Arnold Kadlec, František Procházka – Petr Rosol, Vladimír Růžička, Jiří Hrdina – Ivan Dornič, Ján Vodila, Milan Staš – Oldřich Válek, Michal Pivoňka, Vladimír Caldr – Jiří Lála, Dárius Rusnák (21. Dušan Pašek), Igor Liba (21. Jiří Šejba)
Finsko: Markus Mattsson – Arto Ruotanen, Jouko Narvanmaa, Harri Nikander, Jukka Virtanen, Kari Suoraniemi, Pekka Laksola, Kari Eloranta – Hannu Järvenpää, Kari Jalonen, Kari Makkonen – Kai Suikkanen, Timo Susi, Erkki Lehtonen – Pekka Tuomisto, Hannu Oksanen, Tommy Pohja – Jukka Vilander, Christian Ruuttu, Ari Vuori.
 Československo -  Švédsko 	1:1 (0:0, 0:1, 1:0)
1. dubna 1986 - Plzeň

Branky a nahrávky Československa: 59. Dárius Rusnák (Dušan Pašek, Peter Slanina).

Branky a nahrávky Švédska: 36. Matti Pauna (Håkan Södergren).

Rozhodčí: Jurij Karandin (URS) – Josef Furmánek (TCH), Miroslav Lipina (TCH)

Vyloučení: 6:7 (využití 1:0)
ČSSR: Dominik Hašek – Peter Slanina, Arnold Kadlec, Mojmír Božík, Jaroslav Benák, Antonín Stavjaňa, František Musil – Petr Rosol, Vladimír Růžička, Jiří Hrdina – Jiří Lála (21. Ivan Dornič), Dárius Rusnák, Vladimír Caldr – Ivan Dornič (21. Oldřich Válek), Ján Vodila, Milan Staš – Michal Pivoňka (21. Jiří Lála), Dušan Pašek, Jiří Šejba
Švédsko: Peter Lindmark – Fredrik Olausson, Tommy Samuelsson, Tommy Albelin, Anders Eldebrink, Robert Nordmark, Mats Kihlström, Lars Ivarsson, Lars Lindgren – Thom Eklund, Thomas Rundqvist, Staffan Lund – Mikael Andersson, Peter Wallin, Dan Labraaten – Jonas Bergkvist, Anders Carlsson, Håkan Södergren – Mikael Hjälm, Matti Pauna, Lars-Gunnar Pettersson.
 Československo -  Švédsko 	4:3 (1:1, 3:2, 0:0)
3. dubna 1986 - Teplice	

Branky Československa: 17. Petr Rosol, 23. Michal Pivoňka, 24.  Dušan Pašek, 40. Dušan Pašek.

Branky Švédska: 5. Lars-Gunnar Pettersson, 28. Dan Labraaten, 33. Tommy Samuelsson

Rozhodčí: Jurij Karandin (URS) – Josef Furmánek (TCH), Miroslav Lipina (TCH)

Vyloučení: 9:12 (využití 1:1) navíc František Musil na 5 min.
ČSSR: Jaromír Šindel – Peter Slanina, Arnold Kadlec, Antonín Stavjaňa, František Musil, František Procházka (41. Mojmír Božík), Eduard Uvíra (41. Jaroslav Benák) – Petr Rosol, Dárius Rusnák, Jiří Hrdina – Jiří Lála, Dušan Pašek, Jiří Šejba – Ivan Dornič, Ján Vodila, Milan Staš – Oldřich Válek, Michal Pivoňka, Vladimír Caldr.
Švédsko: Åke Lilljebjörn – Tommy Albelin, Lars Ivarsson, Fredrik Olausson, Tommy Samuelsson, Robert Nordmark, Mats Kihlström, Lars Lindgren – Mikael Andersson, Peter Wallin, Dan Labraaten – Matti Pauna, Mikael Hjälm, Lars-Gunnar Pettersson – Thom Eklund, Thomas Rundqvist, Anders Carlsson – Håkan Södergren.
 Československo -  NDR	11:2 (4:1, 2:0, 5:1)
7. dubna 1986 - Ústí nad Labem

Branky Československa: 1. Vladimír Růžička, 2. Dárius Rusnák, 3. Vladimír Caldr,  12. Michal Pivoňka, 29. František Musil, 32. Michal Pivoňka, 42. Vladimír Růžička, 43. Vladimír Růžička, 44. Jiří Šejba, 49. Jiří Lála, 55. Dušan Pašek.

Branky NDR: 16. Stefan Steinbock, 50. Stefan Steinbock.

Rozhodčí: Vladimír Šubrt (TCH) – Alexander Fedoročko (TCH), Jabn Šimák (TCH)

Vyloučení: 5:3 (využití 1:0) navíc Petr Rosol a Friedhelm Bögelsack na 5 min.
ČSSR: Dominik Hašek (31. Jaromír Šindel) – Peter Slanina, Arnold Kadlec, Mojmír Božík, Jaroslav Benák, František Procházka, František Musil – Petr Rosol, Vladimír Růžička, Jiří Hrdina – Jiří Lála, Dárius Rusnák, Michal Pivoňka – Vladimír Caldr, Dušan Pašek, Jiří Šejba – Oldřich Válek, Ján Vodila, Milan Staš.
NDR: Thomas Bresagk (31. Rene Bielke) – Reinhard Fengler, Thomas Graul, Detlev Mark, Jochen Hördler, Gerd Vogel, Dirk Perschau – Friedhelm Bögelsack, Detlev Radant, Harald Kuhnke – Peter Franke, Andreas Gebauer (31. Harald Bölke), Ralf Hantschke – Frank Proske, Roland Peters, Stefan Steinbock.

## Další zápas reprezentace
Výběr Československa -  NDR	5:3 (1:2, 3:1, 1:0)
- Výběr Československa byl složen z hráčů Motoru České Budějovice (bez reprezentantů) a Sparty Praha (Miroslav Tejral, Martin Rákosník).

2. března 1986 - Jindřichův Hradec

Branky Československa: 7. Radek Knotek, 24. Radek Ťoupal,26. Radek Ťoupal, 30. Radek Ťoupal, 45. Ladislav Kolda.

Branky NDR: 3. Detlev Radant, 11. Stefan Steinbock, 23. Friedhelm Bögelsack.

Rozhodčí: Bogdan Tyszkiewicz (POL) – Alexander Fedoročko (TCH), Jabn Šimák (TCH)

Vyloučení: 3:3 (využití 0:1, v oslabení 0:1)